# Thibouville
Thibouville ist eine französische Gemeinde mit 326 Einwohnern (Stand 1. Januar 2022) im Département Eure in der Region Normandie (vor 2016 Haute-Normandie). Sie gehört zum Arrondissement Bernay und zum Kanton Brionne. Die Einwohner werden Thibouvillais genannt.

## Geographie
Thibouville liegt etwa 25 Kilometer nordwestlich von Évreux. Umgeben wird Thibouville von den Nachbargemeinden Harcourt im Nordwesten und Norden, Sainte-Opportune-du-Bosc im Nordosten, Rouge-Perriers im Osten, Écardenville-la-Campagne im Osten und Südosten, Goupil-Othon im Süden und Südwesten sowie Nassandres sur Risle im Westen.

## Bevölkerungsentwicklung
| Jahr                       | 1962 | 1968 | 1975 | 1982 | 1990 | 1999 | 2006 | 2013 | 2019 |
| Einwohner                  | 395  | 354  | 290  | 246  | 232  | 244  | 258  | 291  | 318  |
| Quellen: Cassini und INSEE |      |      |      |      |      |      |      |      |      |

## Sehenswürdigkeiten
- Kirche Saint-Julien
- Kirche Saint-Paer
- Schloss Les Rufflets aus dem 16./17. Jahrhundert
- Herrenhaus aus dem 17. Jahrhundert

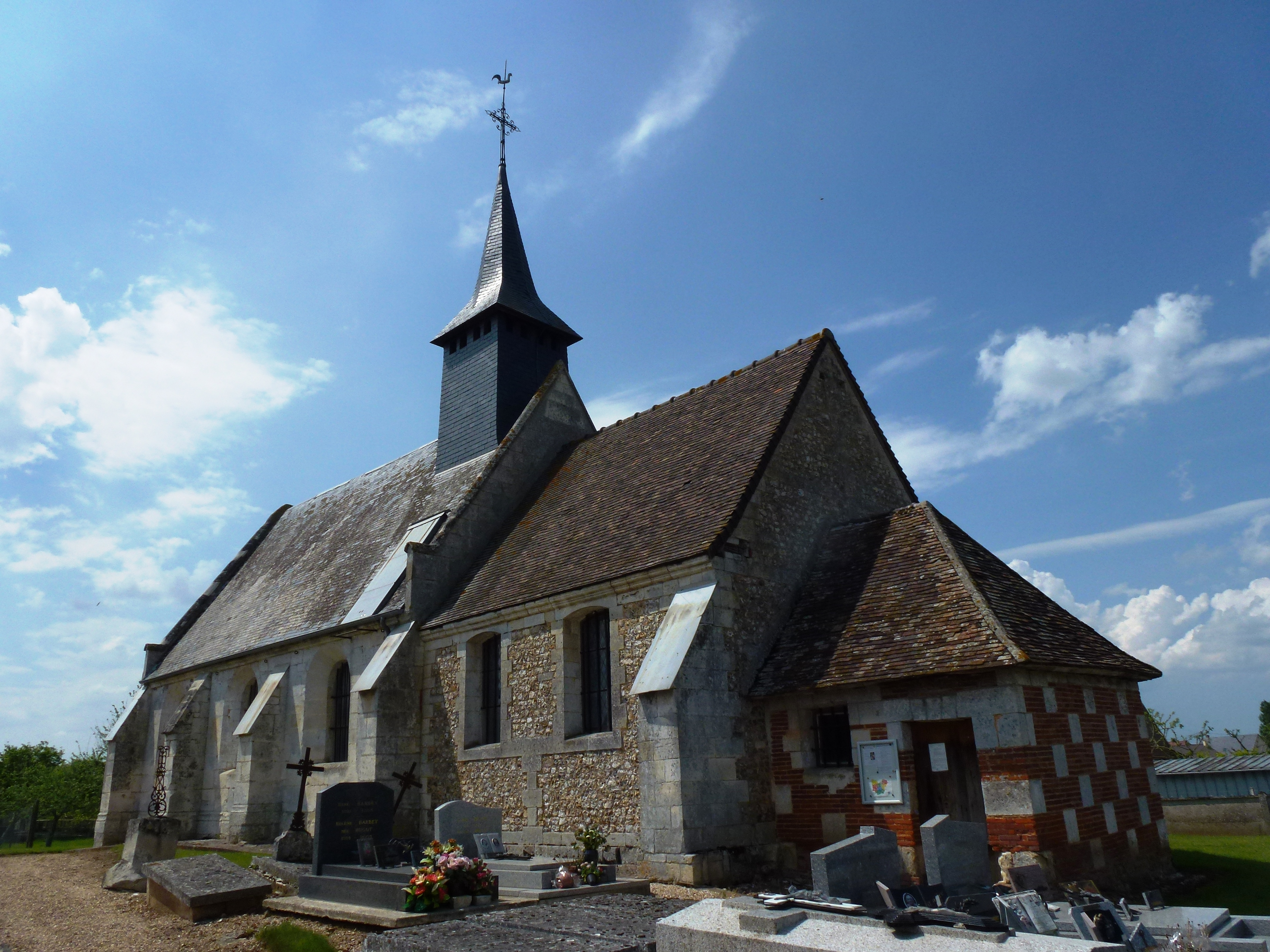
Kirche Saint-Julien
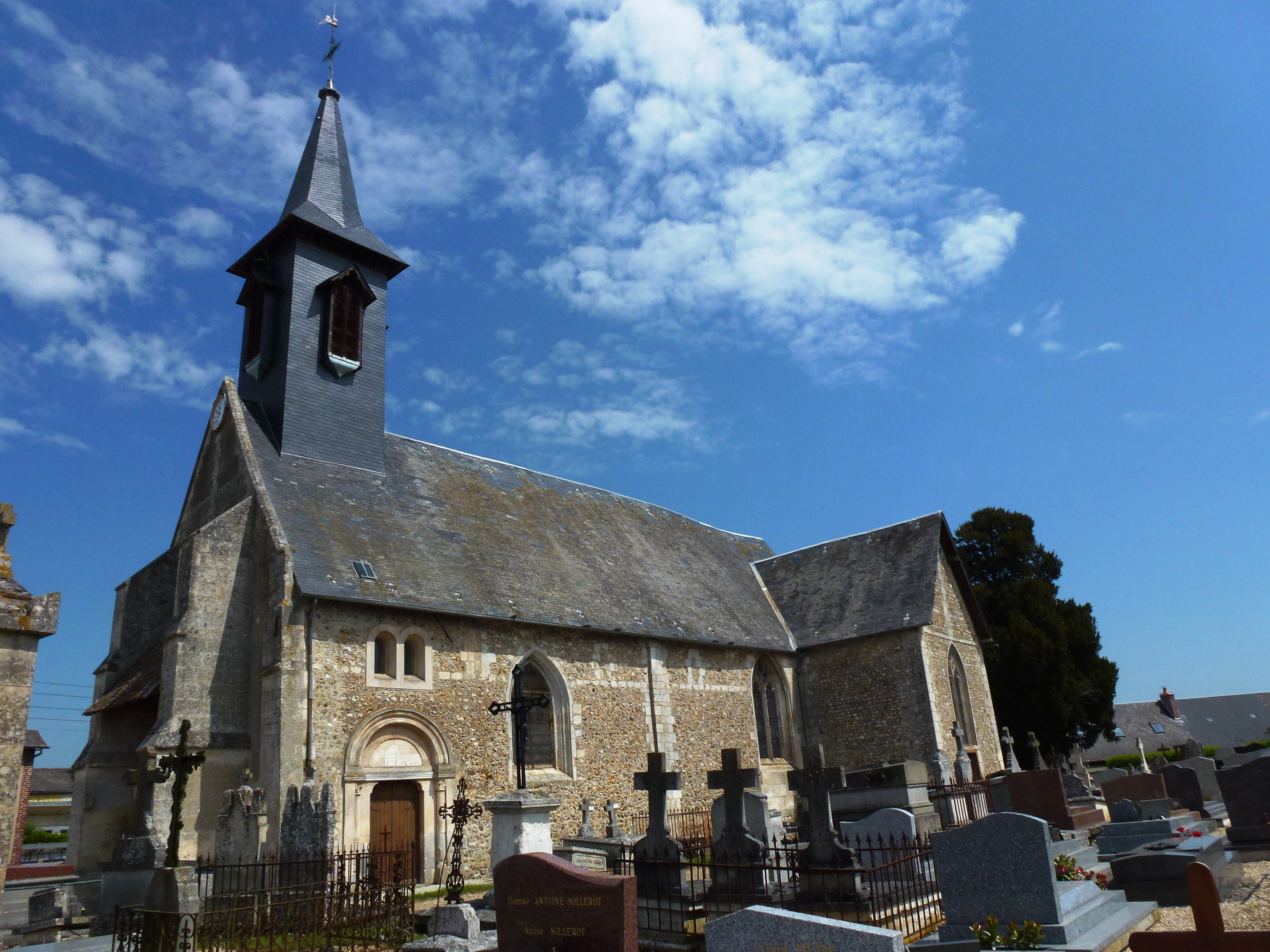
Kirche Saint-Paer